# 丹尼尔·亚辛斯基
丹尼尔·亚辛斯基（德語：Daniel Jasinski，1989年8月4日—），生于波鸿，是一名德国男子铁饼运动员。他以67.08米赢得2016年里约奥运会男子铁饼铜牌。